# Laszlo Kreizler
Laszlo Kreizler é um personagem fictício e alienista (antiga nomenclatura dada aos primeiros psicólogos ou psiquiatras, quando esta ainda era uma ciência incipiente) criado pelo autor Caleb Carr. A série é publicada pela editora Random House.

## Descrição
O protagonista é o alienista dr. Laszlo Kreizler, nativo da Alemanha, que é assistido em suas aventuras por John Schuyler Moore, ilustrador do The New York Times, Sara Howard, funcionária do departamento de polícia de Nova Iorque, Stevie Taggart, criança que recebe treinamento por Kreizler. Kreizler trabalha com Theodore Roosevelt, à época em que ele era comissário de polícia, e com outras pessoas reais dentro da trama.
The Alienist, primeiro livro da sequência, e seu sucessor, The Angel of Darkness, se situam no fim do século XIX. Após, vem Surrender, New York, que é situado em 2016 e traz o dr. Trajan Jones como protagonista. Ele é o maior especialista na vida e na obra de Kreizler e irá seguir seus passos como um psicanalista criminal.

## Livros
| Título                           | Editora          | Data de lançamento   | ISBN               |
| -------------------------------- | ---------------- | -------------------- | ------------------ |
| The Alienist                     | Random House     | 15 de março de 1994  | ISBN 9780525510277 |
| The Angel of Darkness            | Random House     | Setembro de 1997     | ISBN 9780345425317 |
| Surrender, New York              | Random House     | 26 de agosto de 2016 | ISBN 9780399591556 |
| The Alienist at Armageddon       | Mulholland Books | A ser definido       | A ser definido     |
| The Strange Case of Miss Sarah X | A ser definido   | A ser definido       | A ser definido     |

### Futuros livros
No dia 11 de abril de 2016, a Entertainment Weekly anunciou que Caleb Carr iria publicar dois novos livros. O primeiro deles será intitulado "The Alienist at Armageddon" e se passará 20 anos após os acontecimentos de The Angel of Darkness, na Nova Iorque de 1915. O segundo livro será The Strange Case of Miss Sarah X, cuja trama girará em torno da juventude de Kreizler, depois de terminar seu estudo de psicologia em Harvard.

## Série de TV
Em 2015, o jornal Deadline anunciou que uma série de televisão inspirada em The Alienist seria produzida pela Anonymous Content, numa parceria com a Paramount Television. Ela foi lançada em 2018 contando com dez episódios. Recebeu o título de The Alienist (ver artigo) e seu custo de produção foi estimado em cinco milhões de dólares por episódio. Foi exibida no canal TNT e está disponível na Netflix.